# Галапагоска фока крзнашица
Галапагоска фока крзнашица (Arctocephalus galapagoensis) је врста перајара из породице ушатих фока (Otariidae).

## Распрострањење
Ареал врсте је ограничен на једну државу. Насељава Галапагоска острва у Еквадору.

## Станиште
Станиште врсте су морски екосистеми. 

## Угроженост
Ова врста се сматра угроженом.